# مسئله هویت
مسئله هویت (به انگلیسی: A Case of Identity) یکی از ۵۶ داستان کوتاه شرلوک هلمز، نوشتهٔ سِر آرتور کانن دویل است. است که نخستین‌بار در ۱۸۹۱ منتشر شد.

## تاریخچه انتشار
«مسئله هویت»، برای اولین‌بار در سپتامبر ۱۸۹۱ در بریتانیا در مجله Strand منتشر شد و در ایالات متحده در نسخه ایالات متحده‌ٔ مجله Strand در اکتبر ۱۸۹۱ منتشر شد. این داستان با هفت تصویر توسط سیدنی پجت به انتشار رسید. یکسال بعد در اکتبر ۱۸۹۲ این داستان به عنوان سومین داستان در مجموعه داستان کوتاه ماجراهای شرلوک هلمز گنجانده شد.

## موضوع داستان

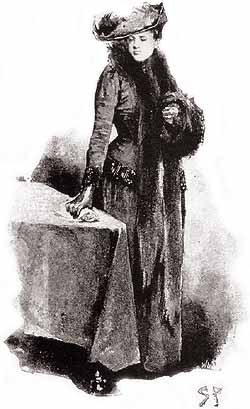
تصویرسازی داستان کوتاه شرلوک هلمز باعنوان"پرونده هویت"که در سپتامبر 1891 درمجله استرند منتشر شد.

مسئله هویت داستان دختری است که عمویش اوراق بهاداری به ارزش دو هزار و پانصد پوند انگلیس برایش به ارث گذاشته‌است و او فعلاً تنها می‌تواند ۴/۵ درصد سود آن (۱۰۰ پوند در سال) را بردارد که آن را هم پدرخوانده و مادرش می‌گیرند. پدرخوانده، از آن جایی که می‌داند با ازدواج دختر این مبلغ را از دست خواهد داد، جلوی معاشرت دختر را با افراد هم سن و سال خود می‌گیرد ولی پس از مدتی می‌فهمد که این روش دیگر کارساز نیست. بنابراین با تغییر قیافه در یک مهمانی با دختر دوست می‌شود و قرار نامزدی می‌گذارد و پس از سوگند خوردن دختر و همهٔ قرارها، در روز مراسم با حقهٔ سوار شدن از یک در کالسکه و پیاده شدن از در دیگر ناپدید می‌شود به امید این که شوق حاصل از این واقعه حداقل تا ده سال جلوی ازدواج دختر را بگیرد. شرلوک هلمز در پی مشاوره خواستن دختر از او در نهایت همه چیز را درمی‌یابد ولی از آن‌جا که می‌داند دختر باور نخواهد کرد به او چیزی نمی‌گویند.
در آخر این داستان اشاره‌ای به اشعار حافظ نیز شده‌است.

## اشاره به حافظ
در آخر این داستان، شرلوک هلمز مثلی فارسی را نقل می کند و حکمت موجود در اشعار حافظ و هوراس را می ستاید.
You may remember the old Persian saying, 'There is danger for him who taketh the tiger cub, and danger also for whosoever snatches a delusion from a woman.' There is as much sense in Hafiz as in Horace, and as much knowledge of the world.

## ترجمه به فارسی
این داستان در مجموعه «جعبه مقوایی» توسط انتشارات کارآگاه (وابسته به نشر هرمس) در ایران چاپ شده‌است.